# توافقنامه صلح اسرائیل–امارات متحده عربی
توافقنامهٔ صلح اسرائیل–امارات متحدهٔ عربی که به‌طور رسمی توافقنامهٔ صلح ابراهیم: پیمان صلح، برقراری روابط دیپلماتیک و عادی‌سازی کامل روابط بین امارات متحدهٔ عربی و حکومت اسرائیل نامیده می‌شود، توافقنامه‌ای به منظور عادی‌سازی روابط و صلح بین اسرائیل و امارات متحدهٔ عربی است. این توافق ابتدا در تاریخ ۱۳ اوت ۲۰۲۰ و طی بیانیهٔ مشترک ایالات متحدهٔ آمریکا، اسرائیل و امارات متحدهٔ عربی اعلام شد. با امضای این توافق، امارات متحدهٔ عربی تبدیل به سومین کشور عربی بعد از مصر در ۱۹۷۹ و اردن در ۱۹۹۴ شد که رسماً روابط خود را با اسرائیل عادی‌سازی می‌کرد؛ امارات همچنین نخستین کشور حاشیهٔ خلیج فارس بود که دست به این اقدام می‌زد. هم‌زمان، اسرائیل موافقت کرد که برنامه‌های الحاق بخش‌هایی از کرانهٔ باختری به خاک خود را متوقف کند. این توافقنامه روابط خارجی غیررسمی اما مستحکم بین دو کشور را عادی و علنی کرد. توافقنامه در تاریخ ۱۵ سپتامبر ۲۰۲۰ در کاخ سفید به امضا رسید.

## زمینه

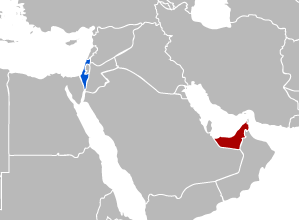
موقعیت اسرائیل و امارات

در اوایل سال ۱۹۷۱، شیخ زاید بن سلطان آل نهیان نخستین پادشاه امارات متحدهٔ عربی از اسرائیل به عنوان «دشمن» یاد کرده بود. در نوامبر ۲۰۱۵، اسرائیل اعلام کرد که یک دفتر دیپلماتیک در امارات افتتاح می‌کند، نخستین بار در بیش از یک دهه که اسرائیل حضور رسمی در خلیج فارس داشته‌است. در ۱۶ اوت ۲۰۱۹، وزیر امور خارجهٔ اسرائیل، اسرائیل کاتز، در بیانیه‌ای از همکاری نظامی با امارات در میان افزایش تنش‌ها با ایران خبر داد.
وزیر خارجهٔ امارات متحدهٔ عربی اقدامات و سیاست‌های تهاجمی ایران در منطقه را باعث نزدیکی اعراب به اسرائیل و نگاه نو آن‌ها نسبت به اسرائیل دانست.
در ماه‌های منتهی به توافق، اسرائیل به‌طور پنهانی با امارات متحدهٔ عربی برای مبارزه با دنیاگیری کووید-۱۹ همکاری کرده بود. رسانه‌های خبری اروپایی گزارش دادند که موساد با احتیاط تجهیزات بهداشتی کشورهای خلیج فارس را به‌دست آورد. بنیامین نتانیاهو، نخست‌وزیر اسرائیل، در پایان ژوئن سال ۲۰۲۰ گزارش داد که دو کشور برای مبارزه با کروناویروس همکاری داشتند. با این حال، به نظر می‌رسد امارات متحدهٔ عربی چند ساعت بعد با آشکار ساختن این مسئله که فقط یک توافق در میان شرکت‌های خصوصی است و نه در سطح دولتی، این مسئله را پایین می‌آورد.
این اقدام همچنین به دنبال خاتمهٔ توافق هسته‌ای ایران توسط دولت ترامپ و افزایش نگرانی‌های اسرائیل در مورد تدوین برنامهٔ هسته‌ای ایران انجام می‌شود، که تهران آن را انکار می‌کند. در حال حاضر، ایران از جناح‌های مختلف در جنگ نیابتی از سوریه تا یمن حمایت می‌کند، جایی که امارات متحدهٔ عربی از ائتلاف به رهبری عربستان سعودی علیه نیروهای تحت حمایت ایران که در آنجا می‌جنگند، پشتیبانی می‌کند. همچنین در تاریخ ۱۶ اوت ۲۰۲۰، امارات متحدهٔ عربی برای نخستین بار، امکان برقراری ارتباط تلفنی از خاک خود را با اسرائیل با رفع انسداد شماره‌گیری کد +۹۷۲ که کد کشور اسرائیل است، فراهم کرد. اولین پرواز مستقیم تجاری از اسرائیل به امارات در تاریخ ۳۱ اوت ۲۰۲۰ انجام شد.